# جرمی توماس
جرمی توماس (انگلیسی: Jeremy Thomas؛ زادهٔ ۲۶ ژوئیهٔ ۱۹۴۹) یک تهیه‌کننده اهل بریتانیا است.
وی تهیه‌کننده فیلم‌هایی همچون آخرین امپراتور، ناهار عریان، بودای کوچک، تصادف، خون و شراب، شجاع، رؤیابین‌ها، گلاستونبوری، ملت غذای آماده، آفرینش، سیزده آدمکش، یک روش خطرناک، هاراکیری: مرگ یک سامورایی و تنها عاشقان زنده ماندند می‌باشد.